# Spárovací malta
Spárovací malta (zkráceně spárovka) je speciální druh malty určený pro malé prostory. Někdy se jí také říká spárovací tmel. Spárovací malta je velice jemná a připomíná sádrovou kaši. Spárovka se vyznačuje vysokou odolností proti vodě při zatvrdnutí. Většinou se používá ke spárování, tedy vymazávání mezer mezi obkladačkami, či dlaždičkami. Dodává se v mnoha různých barvách, odstínech a také pro různě široké spáry. Nanáší se zešikma tvrdší gumovou destičkou tak, aby se hmota vtlačila a pronikla do spárů. Po mírném zaschnutí se spáry srovnají mokrou houbou. Následně se několikrát vlhčí smykem, aby došlo k dokonalému zaschnutí a estetický vzhled vyplněných spár nebyl narušen. Jiný postup je ten, že vyplněné spáry suchého obkladu se nechají zavadnout. Pak se použije ocelová tyčka např. o průměru 10 mm, na jejíž koncích jsou přivařeny ocelové kuličky z ložiska o průměru 10 mm a 16 mm. Zvolíme si vhodný průměr kuličky, přiložíme ji na spáru, přitlačíme a jedeme s ní po spárách svislých i vodorovných. Tím docílíme pěkně bombírovaného dna spáry. Pokud je obklad suchý, spárovačku je po zaschnutí možno setřít suchým hadrem. Nelze-li, setřeme ji za mokra, což je nutno vyzkoušet.
- Zkouška barevnosti - zkušený obkladač si někde stranou nalepí dvě obkládačky. Po čtyřech hodinách spáru vyplní spárovačkou. Po určitém čase zkontroluje, zda u spárovačky nedošlo k nežádoucímu zbarvení následkem reakce s málo vyzrálým lepicím tmelem. Stalo-li se tak, bude nutno spárovat až po vyzrání lepicího tmelu.

- Pozor na bílou spárovačku-zkušený obkladač používá jen dražší od zavedených výrobců.(Existují malé podvodné firmičky, které prodávají obyčejný, levný  bílý cement-barevná nestálost). Malá úspora nestojí za zničený, drahý obklad.